# Le Rêve de Curtis Lowell
Le Rêve de Curtis Lowell est le cinquième album one shot de la série L'Art du crime, écrit par Olivier Berlion, dessiné par Karl T., mis en couleur par Christian Favrelle, publié en avril 2017 aux éditions Glénat.

## Résumé
Hollywood, 1939. Alors qu’ils terminent le tournage de leur nouveau film, Frank et Art Blumenfeld découvrent dans le journal un strip signé par Curtis Lowell. Un an plus tôt, les frères Blumenfeld avaient embauché Lowell pour réaliser des aquarelles des décors naturels du film qui devait être le premier western entièrement tourné en décors naturels, au cœur de Monument Valley, avec de véritables indiens comme figurants. Or, le tournage avait été arrêté à la suite d'un drame sanglant : dans un accès de folie, Curtis Lowell avait assassiné l’un des indiens puis agressé Franck avant de prendre la fuite.

## Publication
- Édition originale : 46 pages, grand format, Glénat coll Grafica, 2017 (DL 04/2017)  (ISBN 978-2-344-00505-7)[1],[2]